# Diskriminationslernen
Als Diskriminationslernen bezeichnet man im Behaviorismus den Lernprozess, verhaltensrelevante und verhaltensirrelevante Umgebungsreize zu unterscheiden. Aufgrund dieser Beobachtung wurde das Diskriminationstraining entwickelt, bei dem es darum geht, die Reizdiskrimination zu lernen. Dazu werden dem Organismus Beispiele für Reize präsentiert, auf die verschieden reagiert werden soll. Man unterscheidet simultane und sukzessive Diskrimination. Man Unterscheidet außerdem Reizdiskrimination und Reaktionsdiskrimination. Diskriminationslernen gibt es sowohl bei der klassischen als auch bei der operanten Konditionierung. Siehe auch: Generalisierungsgradient.

## Anwendung bei der Behandlung

### Posttraumatische Belastungsstörung
Diskriminationstraining ist eine Methode zur Behandlung von posttraumatischen Belastungsstörungen. Der Patient soll dabei lernen Sinnesreize im jetzigen Kontext von Erinnerungen an Sinnesreize der in der Vergangenheit liegenden traumatischen Situation (Trigger, traumaassoziierte Sinnesreize) zu unterscheiden. Es wird davon ausgegangen, dass Patienten durch Sinnesreize, die an Wahrnehmungen in der vergangenen traumatischen Situation erinnern, Erinnerungen als Intrusionen erleben, weil sie Kontextinformationen übersehen, die ihnen den Unterschied zur heutigen Situation verdeutlichen würde. Es wird angenommen, dass sie Kontextinformationen nicht nutzen, weil sie die genauere Wahrnehmung vermeiden.

### Phantomschmerz (sensorische Defizite)
Durch Diskriminationstraining lassen sich auch Phantomschmerzen nach einer Amputation verringern. Dabei sollen Patienten Ort und Frequenz elektrischer Stimulation erkennen.

### Schlaganfall (motorische Defizite)
Laut Studien ist sensorisches Diskriminationstraining auch bei motorischen Defiziten nach einem Schlaganfall wirksam.